# Robert Minder
Carl Robert Minder (* 23. August 1902 in Wasselonne (dt. Wasselnheim), Deutsches Reich; † 10. September 1980 in der Nähe von Cannes) war ein französischer Germanist.

## Leben

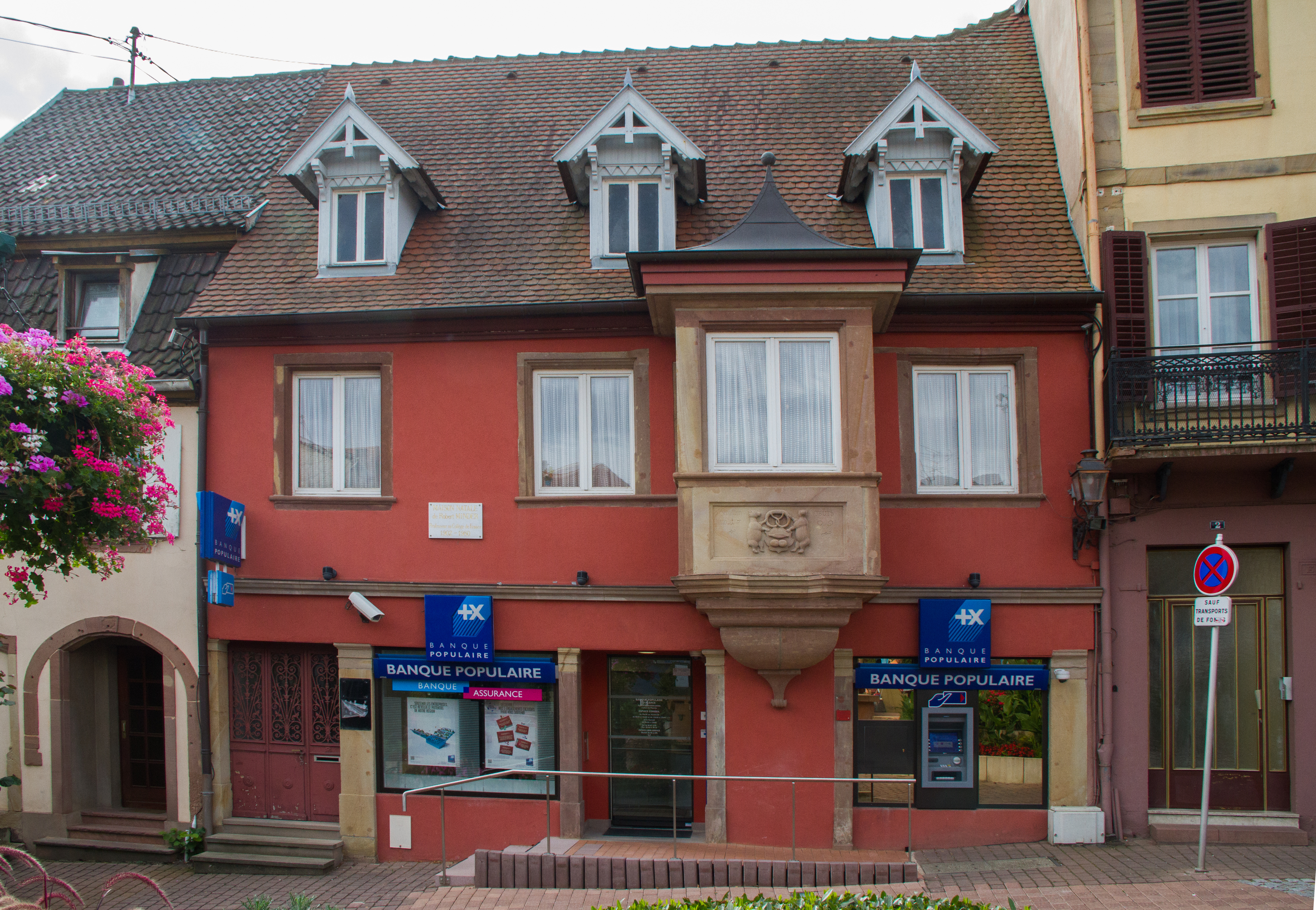
Robert Minders Geburtshaus

Robert Minder war Sohn des Kaufmanns Johann Carl Minder und dessen Ehefrau Lucia Minder geborene Band. Er entstammt einer Familie kleiner Handwerker und Händler, die ursprünglich aus der Schweiz stammt und seit 1647 im Elsass ansässig war. Die Familie Minder sprach elsässischen Dialekt, beide Eltern konnten fließend Französisch. Die Umwelt im damaligen Reichsland Elsass-Lothringen war weitgehend deutschsprachig. Minder besuchte das Johannes-Sturm-Gymnasium in Straßburg, wo er 1920 das französische Baccalauréat mit Auszeichnung ablegte. Während seiner Schulzeit sang er in einem Chor, der von Hans Pfitzner geleitet wurde. Zwischen 1919 und 1921 nahm er Klavier- und Philosophieunterricht bei Albert Schweitzer, mit dem er bis zu dessen Tod befreundet blieb.
1921 wurde Minder in die École normale supérieure in Paris aufgenommen, wo Lucien Herr, Charles Andler und Henri Lichtenberger zu seinen Lehrern gehören. Unter seinen Mitstudenten waren Alfred Kastler, Vladimir Jankélévitch, Jean Cavaillès, Paul Nizan und Jean-Paul Sartre (ab 1924). Zusammen mit Studienkollegen gründete Minder eine Groupe d’information internationale, die bekannte deutsche Schriftsteller einlud mit der Absicht, eine Wiederannäherung zwischen Frankreich und Deutschland zu fördern. Den Einladungen folgten Kurt Tucholsky, Thomas Mann, Heinrich Mann, Walter Mehring, Hugo von Hofmannsthal, Ernst Robert Curtius und andere. 1925 lernte Minder Alfred Adler kennen, mit dessen Individualpsychologie er sich intensiv beschäftigte. 1926 bestand er die Agrégation in Deutsch und arbeitete bis 1933 als Gymnasiallehrer in Grenoble. Außerdem arbeitete er als Deutschlektor an der Universität Straßburg, wo er Marc Bloch, Lucien Febvre und Maurice Halbwachs kennenlernte.
1933 wurde Minder in Nancy Gymnasiallehrer, dann auch Universitätsdozent. Am 20. September 1934 heiratete Minder Hélène Claire Mégret in Nancy, welche 1937 verstarb. 1936 habilitierte er sich in Straßburg mit der Arbeit (Thèse principale) Un poète allemand: Ludwig Tieck (1773–1853), seine Nebenarbeit (Thèse complémentaire; in deutscher Sprache) beschäftigte sich mit der religiösen Entwicklung von Karl Philipp Moritz. 1937 traf Minder in Paris erstmals den nach Frankreich emigrierten Alfred Döblin, mit dem ihn bald eine Freundschaft verband und für dessen literarische Anerkennung er sich immer wieder einsetzte. Der plötzliche Tod seiner ersten Frau Hélène Mégret stürzt Minder in eine tiefe persönliche Krise, von der er sich nur allmählich erholte. 1938 wurde er zum Professor an der Universität Nancy berufen. Am 16. September 1939 heiratete er Colette Audry in Paris, von der er 1945 wieder geschieden wurde. Mit Ausbruch des Zweiten Weltkriegs wurde Minder in Paris Mitarbeiter der deutschen Sektion des Commissariat Général à l’Information unter Leitung von Jean Giraudoux, in der auch Alfred Döblin und Kurt Wolff mitarbeiteten. Diese Dienststelle hatte während des Sitzkriegs (französisch: Drôle de guerre) die Aufgabe, über Lautsprecheranlagen an den Frontlinien und über Rundfunk der von Joseph Goebbels gesteuerten deutschen Propaganda entgegenzutreten. 1940 wurde Minder mit den übrigen Mitarbeitern vor den anrückenden deutschen Truppen nach Cahors evakuiert. 1943 war er Gastprofessor an der Universität Grenoble. Im Oktober 1943 entging er dem Zugriff der Gestapo und ging in den Untergrund. 1945 kehrte er auf den Lehrstuhl in Nancy zurück.
1948 wurde Minder Mitbegründer des Comité français d’échanges avec l’Allemagne nouvelle in Paris. Der erste Band seiner Monographie Allemagnes et Allemands erschien. 1949 erfolgte seine Ernennung zum Ritter der Ehrenlegion. 1950 wurde er zum Mitglied der Akademie der Wissenschaften und der Literatur in Mainz ernannt und auf einen germanistischen Lehrstuhl an der Sorbonne berufen. 1956 wurde Robert Minder literarischer Direktor der Zeitschrift Allemagne d’aujourd’hui, 1957 wurde er auf den Lehrstuhl für Langues et littératures d’origine germanique am Collège de France berufen.
Ab Mitte der 1950er Jahre trat Minder als Autor von Essays zur Kultur- und Literaturgeschichte hervor und fand damit in Deutschland zunehmend Beachtung. Neben seiner Lehrtätigkeit in Frankreich äußerte er sich in Vorträgen und in Sendungen deutscher Medien immer wieder zu Aspekten der deutschen und französischen Literatur.
Die letzten Lebensjahre Minders waren durch häufige gesundheitliche Probleme belastet. Zu Alfred Döblins 100. Geburtstag publizierte Robert Minder bis dahin unbekannte Details aus dessen Biographie, die nach seiner Meinung Döblins literarisches Werk maßgeblich beeinflusst haben. Döblins Sohn Claude strengte daraufhin einen Verleumdungsprozess gegen Minder an. Die Vorbereitungen auf den Prozess vor dem Berliner Kammergericht belasteten Minders ohnehin angeschlagene Gesundheit stark. Er starb auf dem Weg in einen Urlaubsaufenthalt im Schnellzug Paris-Ventimiglia an Herzversagen.

## Werk und Bedeutung
In seinem in der Zeit unmittelbar nach dem Zweiten Weltkrieg verfassten Buch Allemagnes et Allemands entwirft Minder eine allgemeine Kulturgeschichte Deutschlands und beschreibt die Beteiligung der verschiedenen deutschen Regionen an der nationalen Geschichte. Er greift dabei auf Überlegungen des wegen seiner teilweise völkischen Ansichten umstrittenen österreichischen Literaturwissenschaftlers Josef Nadler zurück. Der erste Band von Minders Monographie behandelt lediglich das Rheinland. Die Arbeit an den vorgesehenen Folgebänden (zu Schwaben, Niedersachsen, Bayern und Preußen) beschäftigt Minder noch lange, führt aber zu keinen Veröffentlichungen mehr. Neben methodischen Problemen spielt dabei auch die zwischenzeitlich eingetretene politische Entwicklung mit der Entstehung zweier deutscher Staaten eine Rolle. Aber auch in seinen zahlreichen Lehrveranstaltungen, Vorträgen und Essays spielen regionalistische Aspekte immer wieder eine bedeutsame Rolle. Als vergleichender Literaturwissenschaftler setzt Minder immer wieder deutsche und französische Literatur in Bezug. Im Sinne von Interdisziplinarität greift er für seine Analysen auf zeitgenössische Anregungen aus anderen Arbeitsgebieten wie der Soziologie (z. B. die Begriffe des kollektiven Gedächtnisses, des nationalen Symbols und des kollektiven Mythos) und der Psychoanalyse (insbesondere der Individualpsychologie Alfred Adlers) zurück und wendet diese auf literarische Entwicklungen und einzelne Schriftsteller an.

## Ehrungen und Auszeichnungen
- 1949: Ritter der Ehrenlegion
- 1961: Goethe-Medaille des Goethe-Instituts
- 1962: Große Verdienstkreuz der Bundesrepublik Deutschland
- 1963: Johann-Peter-Hebel-Preis des Landes Baden-Württemberg
- 1964: Friedrich-Gundolf-Preis der Deutschen Akademie für Sprache und Dichtung
- 1965: Ehrendoktor der Philosophischen Fakultät der Universität Tübingen
- 1967: Kommandeur des Ordre des Palmes Académiques
- 1969: Hansischer Goethe-Preis
- 1970: Außerordentliches Mitglied der Akademie der Künste Berlin
- 1978: Korrespondierendes Mitglied der Philologisch-Historischen Klasse der Akademie der Wissenschaften zu Göttingen

## Veröffentlichungen
- Wozu Literatur? Reden und Essays. Suhrkamp, Frankfurt am Main 1971, ISBN 978-3-518-01275-8.
- Dichter in der Gesellschaft. Erfahrungen mit deutscher und französischer Literatur. Insel Verlag, Frankfurt am Main 1966 (Lizenzausgabe: Suhrkamp, Frankfurt am Main 1982, ISBN 978-3-518-36533-5).
- Kultur und Literatur in Deutschland und Frankreich. Fünf Essays. Insel Verlag, Frankfurt am Main 1962, Insel-Bücherei 771 (Lizenzausgabe: Suhrkamp, Frankfurt am Main 1977, ISBN 978-3-518-36897-8).
- Glaube, Skepsis und Rationalismus. Dargestellt aufgrund der autobiographischen Schriften von Karl Philipp Moritz. Suhrkamp, Frankfurt am Main 1974, ISBN 978-3-518-27643-3.
- Die Entdeckung . Reclam, Leipzig 1992, ISBN 978-3-379-01438-0.
- Von deutscher Rede. Die Lust sich mitzuteilen. In: Der Spiegel. Nr. 22, 1969 (online – über Walter Jens).

Eine ausführliche Bibliographie findet sich in dem Buch von A. Betz und R. Faber (siehe unten).